# Scott Klug
Scott L. Klug (Milwaukee, 16 gennaio 1953) è un politico e giornalista statunitense, membro della Camera dei Rappresentanti per lo stato del Wisconsin dal 1991 al 1999.

## Biografia
Nato a Milwaukee, Klug conseguì un master in giornalismo alla Northwestern University e successivamente svolse la professione di anchorman e reporter televisivo.
Nel 1990 si candidò alla Camera dei Rappresentanti come repubblicano e riuscì a sconfiggere il deputato democratico in carica da trentadue anni Robert Kastenmeier.
Klug venne rieletto tre volte, finché nel 1999 si ritirò per dedicarsi alla vita privata. Il suo seggio venne conquistato dalla democratica Tammy Baldwin, prima lesbica dichiarata eletta al Congresso.